# 로리 버드
로리 버드(Laurie Bird, 1953년 9월 26일 ~ 1979년 6월 15일)는 미국의 사진가, 영화배우이다.
맨해튼에서 사망하였다. 사인은 과다복용이다.

## 영화
- 애니 홀 (1977년)
- 닭싸움꾼 (1974년) - 도디 화이트 버크 역
- 자유의 이차선 (1971년)